# لوكاس دوبونت
لوكاس دوبونت (بالفرنسية: Lucas Dupont)‏ هو لاعب اتحاد الرغبي فرنسي، ولد في 19 مارس 1990 في اشيرول في فرنسا.

## روابط خارجية
- لوكاس دوبونت عل موقع إسبنسكروم (الإنجليزية)
- لوكاس دوبونت على موقع ItsRugby.co.uk (الإنجليزية)